# ماجراهای رابین هود
ماجراهای رابین هود (انگلیسی: The Adventures of Robin Hood) فیلمی به کارگردانی مایکل کورتیز و ویلیام کیلی است که در سال ۱۹۳۸ منتشر شد.

## بازیگران
- ارول فلین
- اولیویا دی هاویلند
- کلود رینس
- بازیل رتبون
- ایان هانتر
- اونا اوکانر
- چارلز بنت
- رابرت وارویک
- پاتریک نولز
- یوجین پلت
- لایونل بلمور
- دارسی کوریگان
- هربرت ماندین
- آلن هِیل
- فرانک هاگنی
- زبدی کُلت

## جوایز
- جایزه اسکار (۱۹۳۸):

برنده: جایزه اسکار بهترین کارگردان هنری (کارل جولز ویل)
برنده: جایزه اسکار بهترین تدوین فیلم (رالف داونسون)
برنده: جایزه اسکار بهترین موسیقی فیلم (اریک ولفگانگ کورنگلد)
نامزد: جایزه اسکار بهترین فیلم (هال بی. والیس، هنری بلنک)